# Ove Aunli
Ove Aunli   (Orkdal, 12 de març de 1956) és un esquiador de fons noruec, ja retirat, que va competir durant les dècades de 1970 i 1980. Es casà amb la també esquiadora de fons Berit Aunli.
El 1980 va prendre part en els Jocs Olímpics d'Hivern de Lake Placid, on va disputar tres proves del programa d'esquí de fons. Formant equip amb Lars Erik Eriksen, Per Knut Aaland i Oddvar Brå guanyà la medalla de plata en la prova del relleu 4x10 quilòmetres. També guanyà la medalla de bronze en la cursa dels 15 quilòmetres, mentre en la dels 30 quilòmetres fou vuitè. Quatre anys més tard, als Jocs de Sarajevo, fou quart en relleu 4x10 quilòmetres, mentre en els 50 quilòmetres abandonà i en els 15 quilòmetres fou desqualificat.
En el seu palmarès també destaquen sis medalles al Campionat del Món d'esquí nòrdic, dues d'or, una de plata i tres de bronze, entre les edicions de 1978 i 1987. A la Copa del Món d'esquí de fons aconseguí tres victòries, una individual i dues per equips, i fou tercer en la general de 1981 i 1985. A nivell nacional guanyà el campionat de Noruega dels 30 quilòmetres de 1985.